# Pogoń Lubaczów
Pogoń Lubaczów – polski klub sportowy z siedzibą w Lubaczowie, w województwie podkarpackim, założony 1 maja 1945. Posiadał sekcje piłki nożnej (1945–2001, po 2001 fuzja z Sokołem Lubaczów), szermierki (1975–1990) i koszykówki kobiet (1974–1985). Od 2003 w rozgrywkach piłkarskich występuje klub Pogoń-Sokół Lubaczów, powstały 23 sierpnia 2001 na mocy fuzji Pogoni z Sokołem Lubaczów.

## Historia
Po II wojnie światowej część zawodników S.K.S "Strzelec" Lubaczów, m.in. Alojzy Kornaga, Tadeusz Ryba, Stanisław Winiarz, Roman Mazurkiewicz, Bolesław Osiewicz, Stanisław Dudek byli założycielami klubu sportowego "Pogoń" w Lubaczowie. Pod koniec lat 30. w "Strzelcu" uprawiano piłkę nożną, boks, lekkoatletykę (trener Stefan Obroślak), szermierkę (trener sierż. Sochajko z I bat. 39 p.p. strzelców lwowskich).
Informację o zrzeszeniu klubu MKS "Pogoń" Lubaczów w Przemyskim Związku Sportowym pojawiła się w gazecie w dniu 30 września 1945. Datę tę przyjmuje się jako okres zrzeszenia klubu sportowego w Lubaczowie pod nazwą Miejski Klub Sportowy "Pogoń" Lubaczów. Skład założycielskiego zarządu klubu stanowili: Adam Dawidowicz - prezes, Wincenty Horoszczak, Władysław Gustaw, Alojzy Kornaga, Zagórski, Koś.

### Piłka nożna (Pogoń Lubaczów)
Pierwszy mecz (towarzyski) piłkarze Pogoni Lubaczów rozegrali 1 maja 1945 r. z piłkarzami Armii Czerwonej (stacjonującej w Lubaczowie). W drużynie Pogoni występowali wtedy: Eugeniusz Miśków – kierownik drużyny, Alojzy Kornaga, Stanisław Dudek – bramkarz, NN ps. "Miś", Kazimierz Patałuch–Ratymirski, Jan Zathey, Szczepan Wiśniewski, Julian Lubasiewicz, Tadeusz Ryba, Zdzisław Kotulski, Zenon Klimkiewicz, Roman Mazurkiewicz. MKS Pogoń Lubaczów wygrała 13:0. Roman Mazurkiewicz strzelił 8 bramek. 
W latach 1945–1950 zespół występował w grupa II podokręgu przemyskiego klasy B, która była wtedy III poziomem rozgrywek. Mecze rozgrywano na boisku przy ul. Sportowej w Lubaczowie. W 1950 r. drużyna występowała w klasie "A" (grupa przemyska) jako Z.S. Gwardia Lubaczów. W latach 1951–1954 drużyna występowała w grupie IV jako Spójnia Lubaczów. W 1955 r. Lubaczowska Spójnia przyjęła nazwę Sparta Lubaczów i występowała w klasie B (grupa przemyska). Piłkarze wygrali rywalizację w swojej grupie i zakwalifikowali się do klasy "A". W 1957 r. klub powrócił do nazwy Lubaczowski Klub Sportowy "Pogoń" Lubaczów. Godłem wybrany został napis LKS Pogoń na czerwono-niebieskim tle. 
Od jesieni 1979 r. piłkarze Pogoni występowali w przemyskiej klasie "W". Wysoką formę piłkarze Pogoni utrzymali również na wiosnę 1980 r., wygrywając klasę wojewódzką. W edycji rozgrywek Pucharu Polski w 1981 r., w 1/128 finału Pogoń pokonała Wisłokę Dębica (III liga) 6:3, wszystkie bramki dla Pogoni zdobył Jacek Krzyszkowski. Pogoń dotarła aż do 1/32 finału, gdzie 16 sierpnia 1981 r. przegrała u siebie z II ligową Stalą Rzeszów 1:5. 
30 maja 1986 r. na stadionie w Lubaczowie Pogoń rozegrała towarzyski mecz z drużyną TJ Strojar Prakovce z Czechosłowacji. Pogoń wygrała 2:1 po bramkach Jerzego Wójcika i Stanisława Załuskiego. 1 czerwca 1986 r. Pogoń przegrała z Polonią Przemyśl, tracąc szansę zakwalifikowania do III ligi.
Od jesieni 1986 r. w Pogoni nie było już piłkarza Marka Amarowicza, który przeszedł do II ligowej Resovii Rzeszów. W dniu 11 listopada 1986 r. rozegrano z Resovią pożegnalny mecz towarzyski, w którym Pogoń wygrała 5:3. W meczu Pogoni Lubaczów ze Startem Rymanów w klasie "M", w dniu 22 czerwca 1987 r. swój pożegnalny mecz rozegrał Zbigniew Michalik, który zakończył swoją karierę strzeloną bramką. Pogoń wygrała 5:0.
28 kwietnia 1989 na stadionie Polonii w Przemyślu juniorzy Pogoni Lubaczów wygrali z gospodarzami 10:0. Wiosną zespół ten stanowił bazę do utworzenia nowego klubu pod nazwą Niezależny Klub Sportowy "Sokół", któremu sponsorował Klub Inteligencji Katolickiej w Lubaczowie. 
W 46-letniej historii lubaczowskiej Pogoni, w jej piłkarskiej drużynie występowali futboliści–księża. Pierwszym z nich był ks. Tadeusz Rudnik w latach 1946–1947, drugim ks. Stanisław Kolano – pod koniec lat 70., a trzecim ks. Andrzej Stopyra w 1991. 30 sierpnia 1992 r. podczas ligowego spotkania z LZS Miękisz Nowy, 32-letni napastnik lubaczowskiej Pogoni Jacek Krzyszkowski strzelił swoją trzechsetną bramkę w spotkaniach mistrzowskich.
W sezonie 1994/1995 Pogoń dostała się do klasy "R" (IV poziom ligowy), a w sezonie 2002/2003 w klasie "A" (grupa Lubaczów), kończąc ten sezon na 4. miejscu. 

### Piłka nożna (Pogoń-Sokół Lubaczów)
Sezon 2003/2004 kontynuowała już Pogoń-Sokół Lubaczów, która powstała 23 sierpnia 2001 na mocy fuzji Pogoni Lubaczów z Sokołem Lubaczów. Od 2005 do 2023 (z wyłączeniem sezonu 2011/2012) zespół występował w klasie okręgowej (grupa Jarosław). 24 listopada 2023 Pogoń-Sokół Lubaczów spółka z ograniczoną odpowiedzialnością została wpisana do rejestru przedsiębiorców KRS.
15 czerwca 2024 po zwycięstwie 6:1 w meczu z Legionem Pilzno, Pogoń-Sokół Lubaczów awansował do III ligi.

### Koszykówka kobiet
Profesjonalną drużynę koszykówki kobiet założono po raz pierwszy w klubie Pogoń Lubaczów i w ogóle w Lubaczowie jesienią 1974 r. Inicjatorami byli dwaj nauczyciele wychowania fizycznego Leszek Gorczyca – nauczyciel w Liceum Ogólnokształcącym i Wiesław Argasiński – nauczyciel w Szkole Podstawowej nr 2.

## Sukcesy
- Występy w klasie B (III poziom): 1945-1950[14]
- Występy w klasie A (III poziom): 1950-1952[14]